# Liste des épisodes de Fantômette
Cet article présente la liste des épisodes de la série télévisée française Fantômette.

## Synopsis
La super héroine Fantômette combat les vilains et autres escrocs dans la ville de Framboisy. Sous l'identité de la collégienne Françoise, elle est aidée dans ses aventures par ses amies Ficelle et Boulotte mais aussi de l'érudit Molécule. Il lui arrive aussi à l'occasion de prêter main-forte au commissaire Lavarin ainsi qu'Œil de Lynx, le journaliste de la ville.

## Épisodes

### Épisode 1:Fantômette et le Clone
- France : 20 avril 1993 sur France 3

### Épisode 2:Fantômette est givrée
- France : 21 avril 1993 sur France 3

- Bruno Raffaelli (Masque d'Argent)
- Dominique Sarrazin (Professeur Dupuy)

### Épisode 3:Fantômette et l'Eau rouge
- France : 22 avril 1993 sur FR3

- Michel Cremades (Le Furet)
- Eric Leblanc (Bulldozer)

### Épisode 4:Fantômette et le Secret de la Couronne
- France : 23 avril 1993 sur FR3

### Épisode 5:Fantômette contre le colonel X
- France : 26 avril 1993 sur FR3

### Épisode 6:Prise de tête pour Fantômette
- France : 27 avril 1993 sur FR3

### Épisode 7:Fantômette et la Carnimousse
- France : 28 avril 1993 sur FR3

### Épisode 8:Fantômette et la Malédiction de la bague-serpent
- France : 29 avril 1993 sur FR3

### Épisode 9:Fantômette et le Passé recomposé
- France : 30 avril 1993 sur FR3

- Christine Reverho (Cynica)

### Épisode 10:Fantômette chasse gardée
- France : 3 mai 1993 sur FR3

### Épisode 11:Fantômette et la Photo interdite
- France : 4 mai 1993 sur FR3

- Michel Cremades (Le Furet)
- Eric Leblanc (Bulldozer)
- Marcel Philippot (Le conservateur)

### Épisode 12:Fantômette et les Habits du ciel
- France : 5 mai 1993 sur FR3

### Épisode 13:Fantômette au bal des empereurs
- France : 6 mai 1993 sur FR3

### Épisode 14:Fantômette et le Temps du magicien
- France : 7 mai 1993 sur FR3

### Épisode 15:Fantômette et le Collier de Rahpsaskou
- France : 10 mai 1993 sur FR3

- Michel Cremades (Le Furet)
- Eric Leblanc (Bulldozer)

### Épisode 16:Fantômette et le Vol parfait
- France : 11 mai 1993 sur FR3

### Épisode 17:Fantômette et la Framboisy Connection
- France : 12 mai 1993 sur FR3

### Épisode 18:Fantômette contre Mettofan
- France : 13 mai 1993 sur FR3

- Michel Cremades (Le Furet)
- Eric Leblanc (Bulldozer)

### Épisode 19:Fantômette et l'Os préhistorique
- France : 14 mai 1993 sur FR3

### Épisode 20:Fantômette et le Brouilleur d'âmes
- France : 17 mai 1993 sur FR3

### Épisode 21:Fantômette contre le Masque d'argile
- France : 18 mai 1993 sur FR3